# Wydział Dowodzenia i Operacji Morskich Akademii Marynarki Wojennej

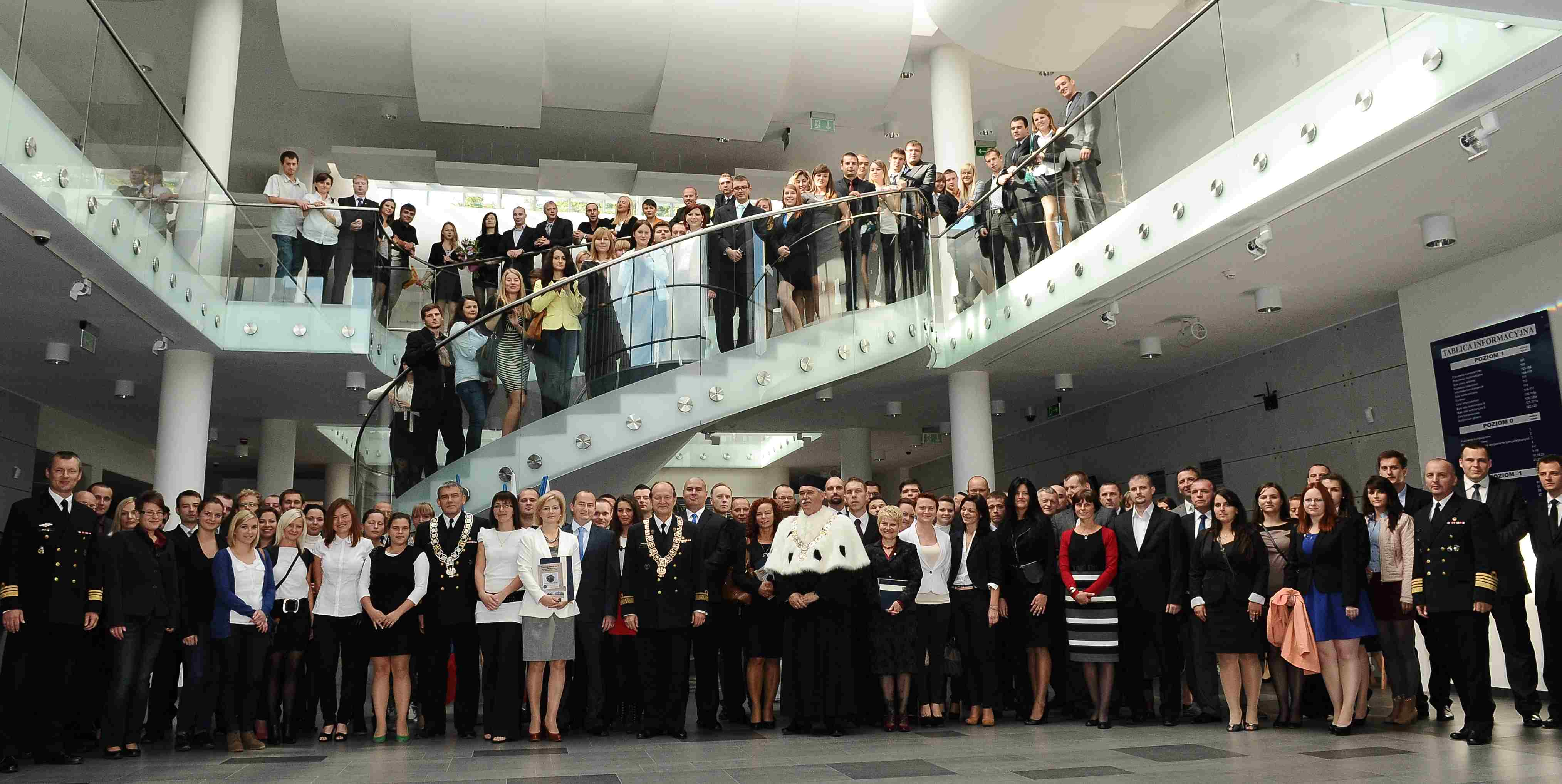
Społeczność wydziału podczas wręczania absolwentom dyplomów ukończenia studiów - wrzesień 2013 r.

Wydział Dowodzenia i Operacji Morskich Akademii Marynarki Wojennej (WDiOM AMW) – jest największym pod względem liczby studentów wydziałem (około połowy wszystkich studentów całej uczelni) i trzecim najstarszym wydziałem Akademii Marynarki Wojennej w Gdyni oraz unikalnym pod względem specjalizacji naukowej w Polsce.
Wydział ma uprawnienia do nadawania stopnia doktora oraz stopnia doktora habilitowanego w dziedzinie nauk społecznych w dyscyplinie nauki o bezpieczeństwie.

## Studia
WDiOM AMW zapewnia kształcenie:
- na kierunku bezpieczeństwo narodowe, studia I (3-letnie) i II (2-letnie) stopnia, w trybie stacjonarnym i niestacjonarnym;
- na kierunku bezpieczeństwo wewnętrzne, studia I (3-letnie) i II (2-letnie) stopnia, w trybie stacjonarnym i niestacjonarnym;
- na kierunku systemy informacyjne w bezpieczeństwie (od roku akademickiego 2014/2015), studia I (3-letnie) i II (2-letnie) stopnia, w trybie stacjonarnym i niestacjonarnym;
- na kierunku bezpieczeństwo morskie państwa (od roku akademickiego 2015/2016), studia I (3-letnie), w trybie stacjonarnym i niestacjonarnym;
- na czteroletnich studiach III stopnia (doktoranckich) w dziedzinie nauk społecznych w dyscyplinie nauki o bezpieczeństwie – w trybie stacjonarnym i niestacjonarnym;
- na rocznych studiach podyplomowych na kierunkach zarządzanie kryzysowe, bezpieczeństwo przewozów materiałów niebezpiecznych, zarządzanie logistyką, zamówienia publiczne;
- na kursach i szkoleniach przeznaczonych dla słuchaczy cywilnych i wojskowych z zakresu m.in.: międzynarodowego prawa humanitarnego konfliktów zbrojnych, ochrony informacji niejawnych, przewozów materiałów niebezpiecznych, szkolenia wojskowego studentów cywilnych (Narodowe Siły Rezerwowe), współpracy cywilno-wojskowej.

Podczas studiów studenci odbywają praktyki zawodowe w instytucjach związanych z bezpieczeństwem jak Biuro Bezpieczeństwa Narodowego, Policja, Żandarmeria Wojskowa, czy organy systemu zarządzania kryzysowego. Na Wydziale działają naukowe koła studenckie: Koło Naukowe Bezpieczeństwa Morskiego oraz Koło Naukowe Pasjonatów Lotnictwa.

## Badania naukowe
Tradycyjnie podstawowym obszarem badań wydziału była sztuka operacyjna i taktyka sił morskich oraz logistyka sił morskich. Stopniowo specjalizacja naukowa wydziału objęła także publiczne bezpieczeństwo morskie, w tym szczególnie terroryzm na morzu, piractwo morskie i ochronę środowiska morskiego przed bojowymi środkami trującym; prawo międzynarodowe publiczne, w tym szczególnie prawo wojny na morzu, międzynarodowe prawa humanitarne konfliktów zbrojnych, międzynarodowe prawo morza i użycie siły; a ponadto zarządzanie kryzysowe. W powyższych dziedzinach wydział jest bądź jedynym ośrodkiem naukowym w Polsce, bądź wiodącym. Według uchwały senatu AMW z 2008 r. specjalizacja naukowa wydziału obejmuje system bezpieczeństwa państwa i teorię użycia sił morskich. Prowadzone badania naukowe mieszczą się w dyscyplinie naukowej nauki o bezpieczeństwie (bezpieczeństwo narodowe i bezpieczeństwo wewnętrzne).

## Władze 2016-2020
- Prodziekan ds. nauki - kmdr dr hab. Grzegorz Krasnodębski
- Prodziekan ds. kształcenia i studenckich - kmdr por. dr Bartłomiej Pączek

### Poczet komendantów-dziekanów
1. kmdr dr hab. Kryspin Lech (1979–1995);
2. kmdr prof. dr hab. Andrzej Makowski (1995–2003);
3. kmdr prof. dr hab. inż. Krzysztof Ficoń (2003–2005);
4. kmdr dr Adam Szulczewski (2005–2005);
5. kmdr dr hab. Mariusz Zieliński (2005–2010);
6. kmdr dr hab. Krzysztof Rokiciński (2010–2012);
7. kmdr prof. dr hab. Tomasz Szubrycht (2012–2015);
8. kmdr dr hab. Jarosław Teska (2015-2019);
9. kmdr dr hab. Bartłomiej Pączek (2019-).

## Historia i początki
25 lutego 1975 r., ze struktury Wyższej Szkoły Marynarki Wojennej wydzielono nieetatowy Instytut Dowódczo-Sztabowy. Jego Radzie Naukowej przewodniczył Komendant WSMW kontradmirał dr Witold Gliński.
Konieczność kształcenia oficerów średniego szczebla w zakresie sztuki operacyjnej i dowodzenia spowodowała, że w cztery lata później z dotychczasowego Wydziału Dowódczego wydzielono Wydział Nawigacji i Uzbrojenia okrętowego, który zajmuje się kształceniem podchorążych, a w miejsce Instytutu powołano Wydział Dowódczo-Sztabowy działający od roku akademickiego 1979/1980. Pierwszym Komendantem wydziału został kmdr dr hab. Kryspin Lech.
Zgodnie z rozkazem organizacyjnym wydział tworzyły:
- Katedra dowodzenia;
- Katedra sztuki operacyjnej i taktyki rodzajów sił Marynarki Wojennej;
- Zakład podstaw taktyczno – techniczno – ekonomicznych projektowania okrętów;
- Zakład operacyjno – taktycznego użycia sił i środków Marynarki Wojennej;
- Zakład tyłów;
- Dziekanat.

Po kolejnych zmianach organizacyjnych wydział przyjął na krótko nazwę „Wydział Zarządzania i Dowodzenia”, a następnie obecną „Wydział Dowodzenia i Operacji Morskich”.

## Struktura[5][6]
Instytut Operacji Morskich – dyrektor kmdr por. dr Rafał Miętkiewicz
- Zakład Działań Morskich - kierownik kmdr por. dr Zbigniew Kołakowski
- Zakład Wsparcia Działań Morskich - kierownik kmdr por. dr Jerzy Kupiński

Instytut Bezpieczeństwa Narodowego – dyrektor kmdr por. dr Jacek Fabisiak
- Zakład Prawa Morza i Bezpieczeństwa Morskiego Państwa - kierownik dr Teresa Usewicz
- Zakład Ochrony Środowiska i Obrony przed Bronią Masowego Rażenia - kierownik dr Edyta Łońska

Instytut Bezpieczeństwa Publicznego – dyrektor kmdr por. dr Jarosław Michalak
- Zakład Zarządzania Kryzysowego – kierownik kmdr por. dr Tomasz Kostecki
- Zakład Systemów Informacyjnych – kierownik kmdr por. dr Tomasz Sobczyński

Centrum Doskonalenia Kursowego - kierownik kmdr mgr inż. Jacek Wajchert
Biuro Studiów Doktoranckich i Studiów Podyplomowych - kierownik prof. Czesław Jarecki

## Współpraca naukowa i dydaktyczna
Wydział współpracuje naukowo i dydaktycznie m.in. z:
- Akademią Pożarniczą
- Akademią Sztuki Wojennej;
- Wyższą Szkołą Oficerską Sił Powietrznych;
- Wyższą Szkołą Policji w Szczytnie (w zakresie bezpieczeństwa wewnętrznego);
- Wydziałem Prawa i Administracji Uniwersytetu Gdańskiego (w zakresie międzynarodowego prawa humanitarnego konfliktów zbrojnych i prawa morza).

## Czasopisma naukowe wydziału
- Międzynarodowe Prawo Humanitarne
- Rocznik Bezpieczeństwa Morskiego